# Amaia Salamanca
Amaia Salamanca Urízar est une actrice espagnole, née le 28 mars 1986 à Madrid en Espagne.

## Biographie
Avant de devenir actrice, Amaia Salamanca travaillait sur des campagnes publicitaires pour de grandes entreprises comme Telecable et Movistar, mais aussi comme un modèle.
Elle obtient son premier rôle en 2006 à la télévision, dans la série SMS, des rêves plein la tête.
Elle fut surtout connue pour son rôle d'Alicia Alarcón dans la série Grand Hôtel.
En 2006 elle figure dans le classement des 100 plus belles femmes au monde du magazine Maxim, Amaia Salamanca y est classée en 5e position, et située entre Jessica Alba (4e) et Scarlett Johansson (6e). Elle a posé en petite tenue pour le magazine FHM.
Alors qu'elle est enceinte, elle propose aux producteurs de la série Velvet de participer à la série en intégrant sa grossesse. Après la naissance de son enfant, son personnage est maintenu et devient l'un des principaux de la série.

## Vie privée
Elle a été en couple avec le chanteur Álvaro de Benito de 2006 à 2008. Elle a fréquenté Sergio Ramos, le champion du monde espagnol, joueur du Real Madrid.
Depuis 2010, elle partage sa vie avec l'homme d'affaires Rosauro Varo Rodriguez. Elle est mère d'une petite fille, prénommée Olivia née le 9 avril 2014. Elle a aussi deux garçons prénommés Nacho (né le 8 septembre 2015) et Mateo (né le 7 octobre 2016).

## Filmographie

### Cinéma

#### Longs métrages
- 2009 : Fuga de cerebros de Fernando González Molina (es) : Natalia
- 2010 : Tensión sexual no resuelta de Miguel Ángel Lamata (es) : Rebeca / Carmen
- 2011 : Paranormal Xperience 3D de Sergi Vizcaíno : Angela
- 2012 : ¡Atraco! (es) de Eduard Cortés : Teresa
- 2016 : Nuestros amantes (es) de Miguel Ángel Lamata : María
- 2016 : Manual de principiantes para ser presidente de Salim Nayar : Ilana Coro
- 2018 : Perdida de Alejandro Montiel : Cornelia
- 2019 : Malgré tout de Gabriela Tagliavini : Sophia

#### Courts métrages
- 2009 : Enarmonía de David R.L. : Rebeca
- 2012 : Muy mujer de Luis Escobar : Sandra
- 2015 : Amaia's Little Helpers de Inés de León : Amaia
- 2016 : Uncomfortable silences de Inés de León : Mia Wallace

### Télévision

#### Séries télévisées
- 2006-2007 : SMS, des rêves plein la tête : Paula Dejardains Gómez de Iridutia (185 épisodes)
- 2007 : Los hombres de Paco : Cristina (2 épisodes)
- 2008-2009 : Sin tetas no hay paraíso (es) : Catalina Marcos Ruiz (43 épisodes)
- 2010 : Felipe y Letizia (es) (mini-série) : Letizia Ortiz (2 épisodes)
- 2011-2013 : Grand Hôtel[4] : Alicia Alarcón (40 épisodes)
- 2014-2016 : Velvet[2],[5]: Bárbara de Senillosa (38 épisodes)
- 2016 : La embajada (es) : Fátima (11 épisodes)
- 2017 : Tiempos de guerra : Julia Ballester (13 épisodes)
- 2017 : Velvet Colección : Bárbara de Senillosa (1épisode)
- depuis 2022 : Bienvenidos a Edén : Astrid (rôle principal - 8 épisodes)

#### Téléfilm
- 2009 : No estás sola, Sara (es) de Carlos Sedes : Sara

## Théâtre
- La Marquise d'O (2009)

## Voix françaises
- Barbara Beretta dans (les séries télévisées) :
  - SMS, des rêves plein la tête
  - Grand Hôtel
  - Velvet
  - Tout le monde ment
  - Bienvenidos a Edén